# Lugarde
Lugarde (okzitanisch Lugarda) ist eine französische Gemeinde mit 119 Einwohnern (Stand 1. Januar 2022) im Département Cantal in der Region Auvergne-Rhône-Alpes (vor 2016 Auvergne). Sie gehört zum Kanton Riom-ès-Montagnes im Arrondissement Saint-Flour. Die Einwohner werden Lugardais genannt.

## Lage
Lugarde liegt etwa 45 Kilometer nordnordöstlich von Aurillac.
Nachbargemeinden sind Saint-Amandin im Nordwesten und Norden, Condat im Nordosten, Marcenat im Nordosten und Osten, Saint-Bonnet-de-Condat im Osten und Südosten, Saint-Saturnin im Südosten sowie Marchastel im Süden und Westen.

## Bevölkerungsentwicklung
| Jahr                       | 1962 | 1968 | 1975 | 1982 | 1990 | 1999 | 2006 | 2011 | 2019 |
| -------------------------- | ---- | ---- | ---- | ---- | ---- | ---- | ---- | ---- | ---- |
| Einwohner                  | 543  | 512  | 379  | 333  | 219  | 166  | 165  | 150  | 130  |
| Quellen: Cassini und INSEE |      |      |      |      |      |      |      |      |      |

## Sehenswürdigkeiten
- Kirche Saint-Martin, zwischen 1191 und 1221 erbaut

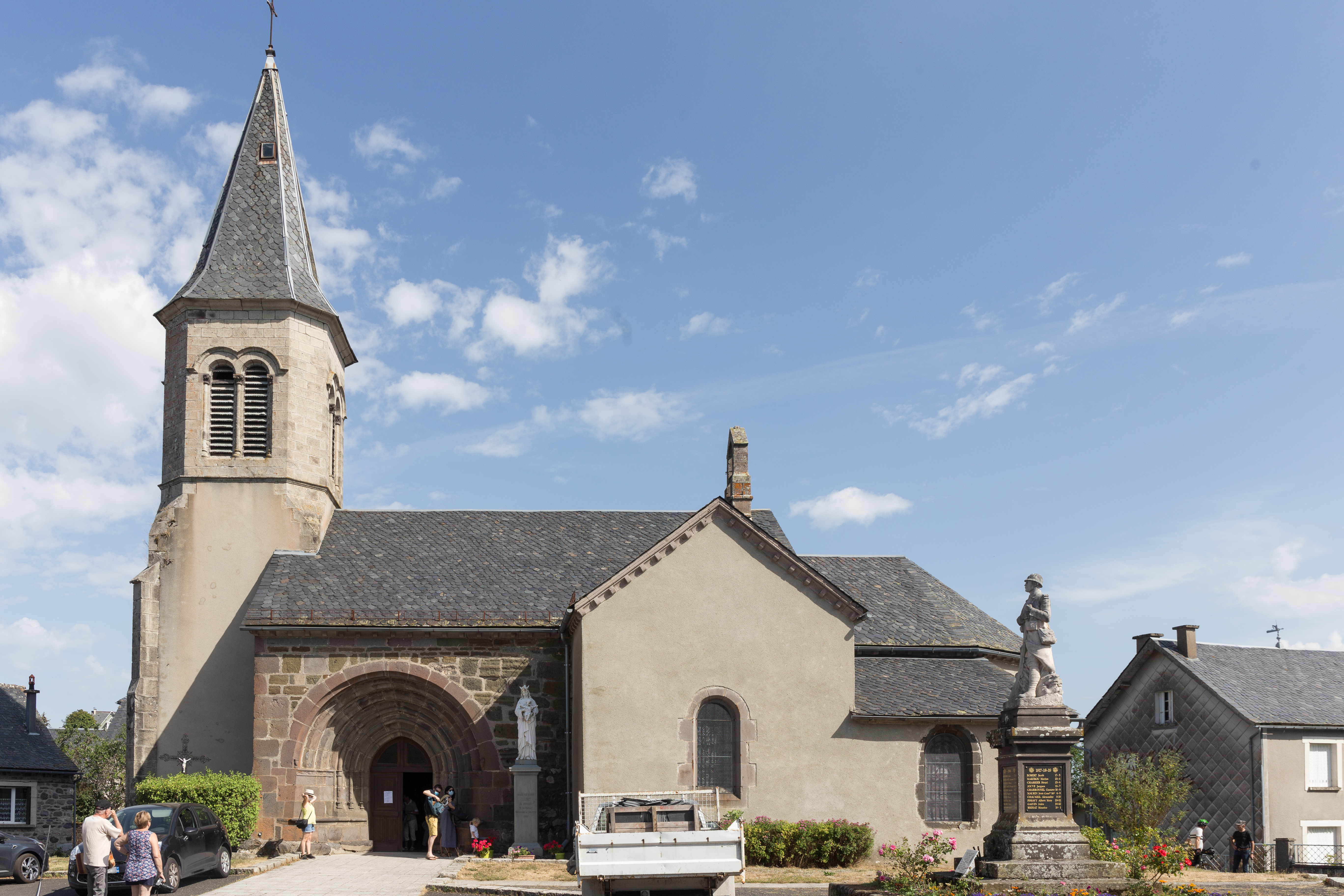
Kirche Saint-Martin